# Reserva Natural de Tuhu
A Reserva Natural de Tuhu é uma reserva natural localizada no condado de Pärnu, na Estónia.
A área da reserva natural é de 3927 hectares.
A área protegida foi fundada em 1981 como Área de Conservação da Paisagem de Tuhu. Em 2005, a área protegida foi designada como reserva natural. O objectivo é proteger o paul de Tuhu, os seus valiosos tipos de habitat e a sua biodiversidade.